# Lily Chan
Lily Chan es una cantante china, nació y creció en Guangzhou. 

## Carrera
A la edad de 16 años, actuó en una gira internacional en Beijing, Hong Kong, Macao y Malasia. Desde que debutó cuando tenía solamente 19 años, ha lanzado diez álbumes, que fueron constantemente clasificados entre las 10 mejores álbumes Hi-Fi del año en Hong Kong. En el escenario es elegante y su dulce y suave voz le valieron el apodo de "Reina del Hi-Fi".

## Discografía
- Purely (CD) – 2012[3]
- Yan Lei (CD) – 2011
- Lily Sings Teresa Live in Hong Kong (CD) – 2010
- Passion 2009 Live (CD) - 2010
- Nong Qing (CD) – 2009
- Lily Chan Hong Kong Concert Live 2007 (CD/VCD/DVD) – 2008
- The Sky And The Earth (CD) – 2007
- Lily Come Face To Face With Chris (CD) – 2006
- Sweet Words (CD) – 2005
- 1.825m (CD) – 2005
- The Beautiful Shade Of Flowers (CD) – 2004
- Song Of Love (CD) – 2004
- Each In A Different Corner Of The World - 2003
- Xin Qu (CD) - 2002

## Concierto
- Passion – 2009[4]
- Lily Chan Hong Kong Concert Live - 2007